# Зняття з хреста (Рубенс, 1612–1614)
«Зняття з хреста» — центральна панель триптиха нідерландського барокового художника Пітера Пауля Рубенса. Написана у 1612—1614 роках. Картина зберігається з моменту свого створння у Соборі Богоматері в Антверпені (Бельгія). Картина вважається одним із шедеврів Рубена. Вона зображує момент зняття тіла Ісуса Христа з хреста після його розп'яття.

## Історія
Твір мистецтва було замовлено 7 вересня 1611 року Братством аркебузирів, покровителем якого був святий Христофор.
У 1794 році Наполеон вилучив цю картину і «Воздвиження хреста» і відправив їх до Лувру. Після його поразки вони були повернуті до собору в 1815 році

## Сюжет
Картина зображує момент, коли тіло Христа знімають з хреста, і так само сповнена драматизму та емоцій. Фігури на картині зображені з перебільшеним виразом скорботи та смутку, що підкреслює емоційний вплив смерті Христа. Картина запрошує глядача задуматися про важливість жертви Христа та поглибити свою емоційну відданість Йому. Образ служить для нагадування вірним про божественну природу Христа. На картині показано святого Івана в багряному плащі, Никодима на драбині і навпроти нього Йосифа з Ариматеї. Марія Магдалина та Марія Клеофа стають на коліна біля ніг Христа, а Богородиця стоїть прямо, її страждання та горе видно на її блідому обличчі.

## Триптих

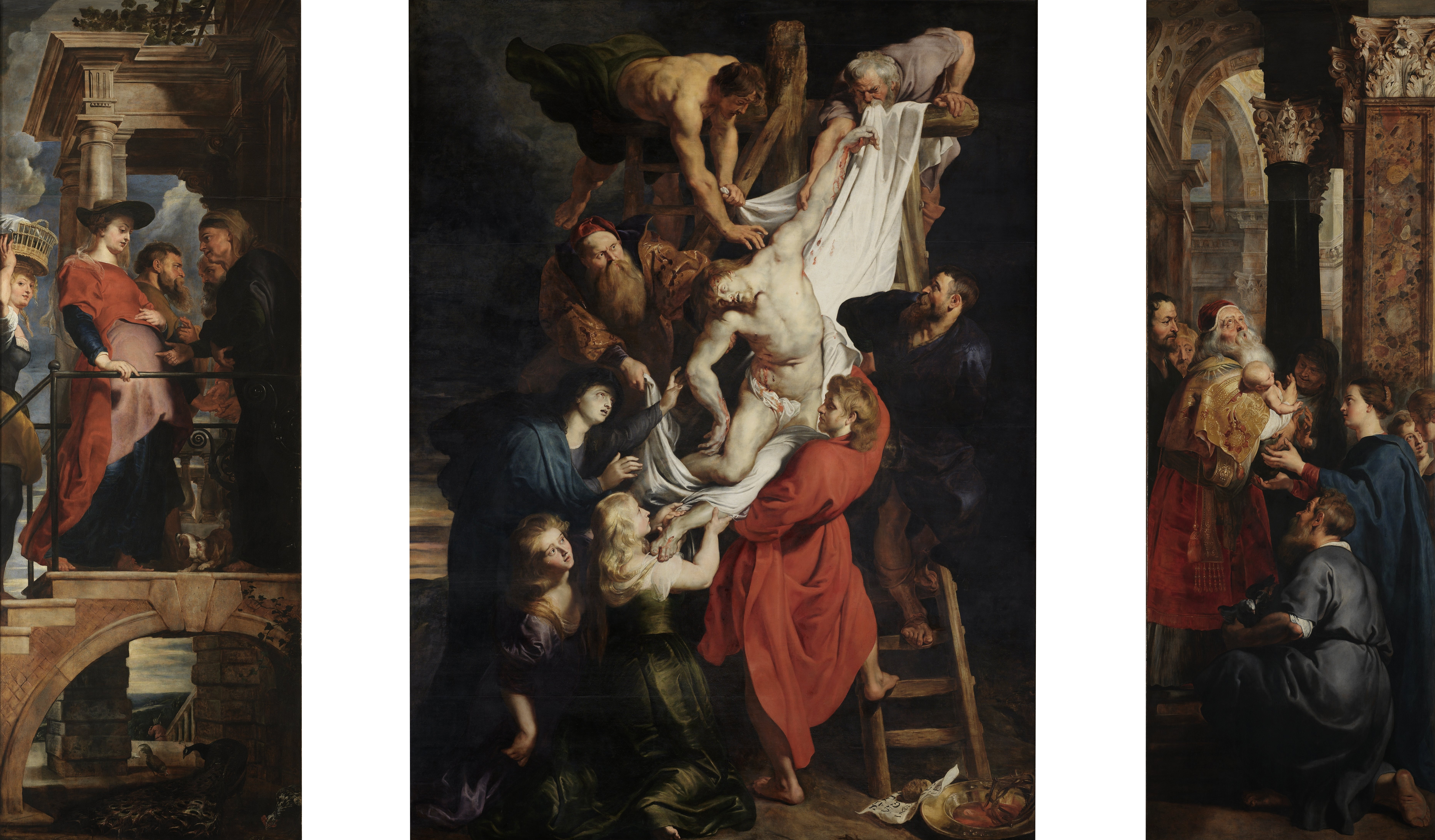
Триптих описує Відвідини, Зняття з хреста та Введення в храм Ісуса.

## Подібні картини Рубенса
На додаток до оригінальної роботи для Антверпенського собору, Рубенс написав три або більше інших версій, досліджуючи ту саму тему.
| Версія                         | Дата            | Поточне місцезнаходження       |
| ------------------------------ | --------------- | ------------------------------ |
| Зняття з хреста (Рубенс, 1617) | 1616–17         | Palais des Beaux-Arts de Lille |
| Зняття з хреста (Рубенс)       | прибл. 1616 рік | Галерея Курто, Лондон          |
| Зняття з хреста (Рубенс, 1618) | 1617–18         | Ермітаж                        |